# Apărătorii Patriei (cartier)
Apărătorii Patriei este un cartier din București. Cartierul a luat naștere între Șoseaua Berceni și Șoseaua Olteniței, prin împropritărirea demobilizaților din Primul Război Mondial. Drept răsplată pentru serviciile aduse patriei, fiecare veteran a primit un lot de pământ de 5.000 m2, pe care să-și ridice gospodării. 